# Bomba burząca

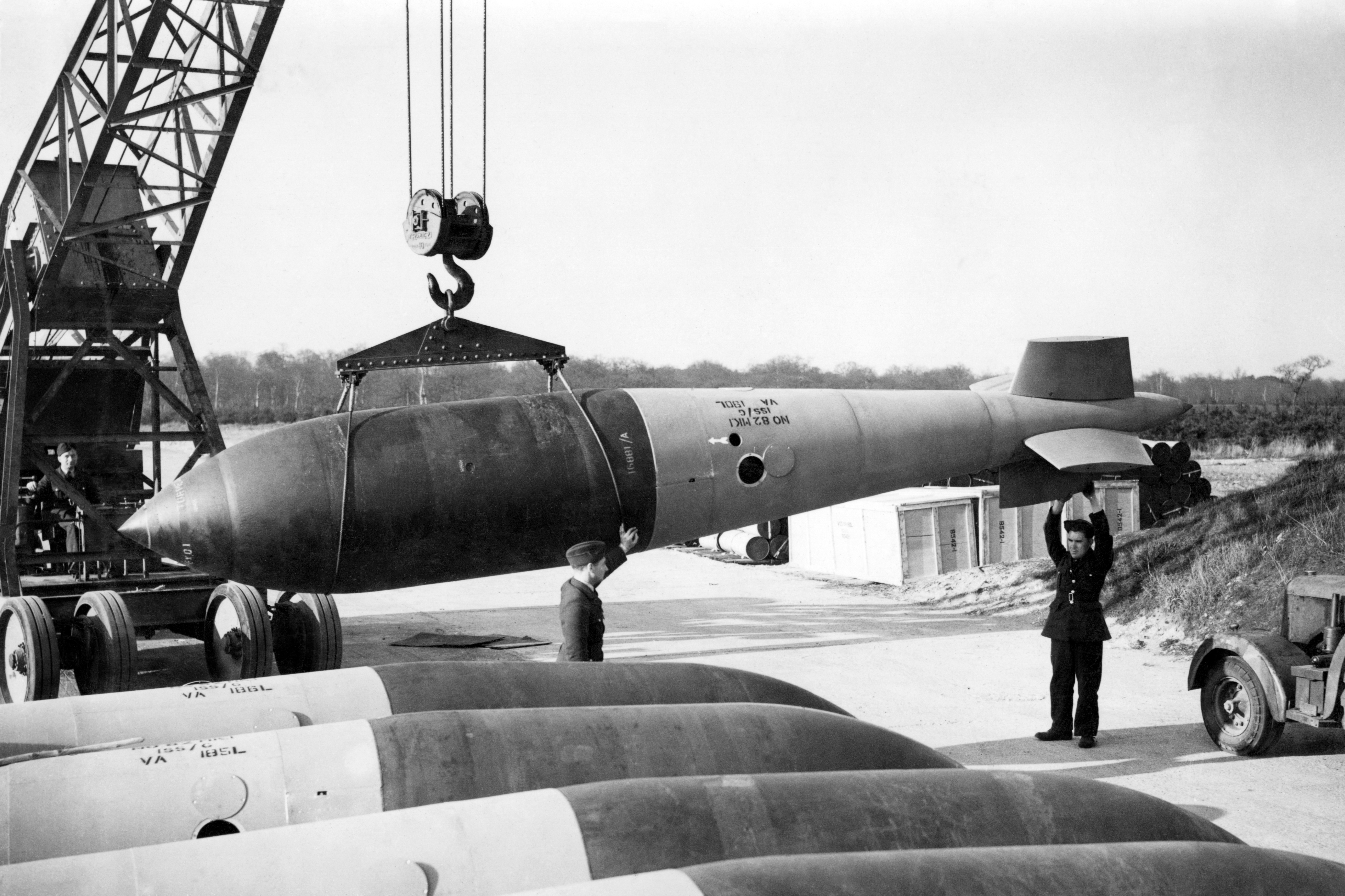
Brytyjska bomba burząca Grand Slam

Bomba burząca – bomba lotnicza rażąca za pomocą swojej energii kinetycznej oraz fali podmuchu. Bomba burząca stosowana jest do niszczenia obiektów przemysłowych, węzłów komunikacyjnych, umocnień i fortyfikacji.
Posiada ładunek kruszący umieszczony wewnątrz skorupy, często także wzmocnioną głowicę. Grubość skorupy bomby burzącej jest mniejsza niż bomby odłamkowej. 
Bomba burząca może mieć masę od kilkudziesięciu kilogramów do kilkunastu ton (np. GBU-57 MOP). Bomba burząca może być wyposażona w zapalnik kontaktowy (wybuch następuje w momencie uderzenia w cel), lub zapalnik czasowy (wybuch następuje po upływie określonego czasu, opóźnienie może się wahać od kilku sekund do kilkudziesięciu godzin).